# Горец (фильм)
«Горец» (англ. Highlander) — британский фантастический приключенческий боевик 1986 года режиссера Рассела Малкэхи по рассказу Грегори Уайдена, положивший начало вселенной «Горца».
В фильме снимались Кристофер Ламберт, Роксанн Харт, Клэнси Браун и Шон Коннери. Фильм рассказывает о кульминации вековой войны между бессмертными воинами, в котором переплетаются сюжетные линии прошлого и современности.
Коннор Маклауд (Ламберт) рождается в Шотландском нагорье в XVI веке. Ожив после смертельной раны и будучи изгнанным из своей деревни, Маклауд находит воина Хуана Рамиреса (Коннери), который объясняет, что они и другие родились бессмертными, непобедимыми, пока их не обезглавят. Бессмертные ведут тайную войну, сражаясь друг с другом, пока последние несколько оставшихся не встретятся на Сборе, чтобы сразиться за награду. В 1985 году Сбор наконец-то происходит в Нью-Йорке, и Маклауд должен сделать всё, чтобы приз не достался его старейшему врагу, убийце Кургану (Браун).
Фильм «Горец» не имел большого успеха при первом театральном релизе, собрав по всему миру более 12 миллионов долларов при производственном бюджете в 19 миллионов долларов, и получил смешанные отзывы. Тем не менее, фильм стал культовым и вдохновил на создание сиквелов и телевизионных спин-оффов. Фильм также известен песнями, записанными рок-группой Queen, а песня «Princes of the Universe» также использовалась для заглавной заставки в телесериале. Слоган «Останется только один» вошел в поп-культуру.

## Сюжет
1985 год. На парковке арены «Мэдисон-сквер-гарден», где проводится шоу по реслингу, встречаются два человека: пожилой человек в строгом костюме и молодой мужчина с цепким взглядом. Они обнажают свои мечи и бьются до тех пор, пока молодой не отсекает старику голову. Победивший вынужден бежать, так как здание стадиона оцепляет полиция. Он прячет свой меч, но на выезде его останавливают и забирают в полицейский участок. В участке выясняется, что задержанный — некий Рассел Нэш, торговец антиквариатом.
Далее следует флэшбек, в ходе которого выясняется, что Нэша на самом деле зовут Коннор Маклауд. Он был рожден в горах Шотландии в 1518 году, и в битве между кланами Маклауд и Фрейзер был смертельно ранен чёрным рыцарем. Но вскоре Маклауд воскрес и был изгнан из родного клана за связь с дьяволом.
Криминалист по имени Бренда Уайт, прибыв на место преступления, обнаруживает старинный меч Толедо Саламанка, а позже получает «подарок» от патологоанатома: кусочки другого меча — японской катаны.
В город прибывает тот самый чёрный рыцарь, Курган; под именем Виктора Крюгера он останавливается в маленьком отеле. Ночью Бренда Уайт проникает на место преступления в поисках второго меча, но Маклауд оказался там первым и забрал свой меч. Позже Бренда и Коннор случайно встречаются в баре. Из-за намёка последнего о «Мэдисон-сквер-гарден» Бренда начинает слежку за ним, во время которой Маклауд сталкивается с Курганом. Их схватка заканчивается ничем из-за прилетевшего полицейского вертолёта.
Маклауд возвращается в лавку и вспоминает своё прошлое. После изгнания из клана он со своей женой Хитер поселился в башне, где устроил кузницу. Однажды они встретили египтянина Хуана Санчеса Вилья-Лобоса Рамиреса, который объяснил суть феномена бессмертия. Бессмертный рождается обычным человеком, но в случае, если переживет быструю насильственную смерть, воскресает, становясь по-настоящему бессмертным. Он не сможет умереть от болезни, легко переживёт насильственную смерть и не постареет. Бессмертного можно убить, отрубив ему голову. Тогда жизненная сила, опыт и знания побежденного перейдут к победителю. Кроме того, бессмертным нельзя биться на святой земле, они не могут иметь детей. Рамирес рассказывает ему о бессмертном варваре Кургане, который и убил Маклауда в первый раз. Через некоторое время Курган находит Рамиреса, и после продолжительного поединка убивает его, получив шрам на горле. Рамирес говорит Кургану, что Хитер его женщина, и тот насилует ее, после смерти Рамиреса. В ходе поединка разрушается башня, в которой жили Коннор и Хитер. Однако Рамирес успел подготовить Коннора и тот превзошел своего наставника.
Бренда, желая разоблачить Маклауда, приглашает его в гости. Перед походом он разговаривает со своей хозяйкой Рэйчел и вспоминает, как спас её — маленькую еврейскую девочку — во Вторую мировую. Но он находит диктофон, спрятанный в шкатулке, заряженный пистолет, а под окном — её напарника. К нему вновь возвращаются воспоминания — теперь уже о смерти Хитер. Перед смертью она попросила его ставить свечку за неё каждый год в день её рождения. Свой старый клеймор горец оставил в качестве креста на могиле жены, а себе забрал старый меч Рамиреса — катану, выкованную отцом его последней жены — знаменитым оружейником Масамунэ.
На мосту в Центральном парке Маклауд встречается со старым другом Кастагиром. Тот предлагает устроить вечеринку, а Коннор напоминает ему о его последней вечеринке в 1783 году, на которой произошла знаменитая дуэль пьяного горца с сэром Бэссетом. Вечером того же дня отставной военный и зеваки на улице видят поединок Кастагира и Кургана, в которой побеждает Курган. После неудачной попытки застрелить Кургана военный попадает в больницу, где на следующий день рассказывает свою историю, при этом он не опознаёт Нэша как подозреваемого. Курган встречает Маклауда в церкви, у них завязывается перепалка, но по правилам им запрещено драться на святой земле.
Тем временем Бренда начинает выяснять историю Рассела Нэша. Она узнает, что Нэш умер во младенчестве. После она прослеживает историю всех владельцев лавки Нэша, и узнает, что каждый из бывших владельцев умирал во младенчестве, унаследовав состояние от дяди, который продолжал жить под его именем. Тем же вечером Бренда приходит к Маклауду, где он рассказывает ей свою историю. В доказательство он не умирает, после того, как втыкает себе в живот кинжал. Далее Бренда и Коннор занимаются любовью.
Следующим вечером Курган похищает Бренду и требует встречи с Маклаудом. Они встречаются на крыше киностудии Silvercup, после обмена ударами проваливаются в зал, где горец побеждает варвара и становится сильнейшим бессмертным в мире.

## В ролях
- Кристофер Ламберт — Рассел Нэш / Коннор Маклауд.
- Роксанн Харт — Бренда Уайт, криминалист.
- Клэнси Браун — Курган, варвар из курганского племени из России.
- Шон Коннери — Рамирес, египтянин, наставник Маклауда.
- Бети Эдни — Хитер Маклауд, первая жена Коннора Маклауда в Шотландии.
- Джон Полито — детектив Уолтер Бэдсой, полицейский.
- Джеймс Космо — Энгус Маклауд, двоюродный брат Коннора Маклауда.
- Хью Куарши — Сунда Кастагир, друг Коннора Маклауда

Рестлеры Грег Ганье, Джим Брунзелл, Сэм Фату и «Потрясающие вольные птицы» (Майкл Хейс, Терри Горди и Бадди Робертс) появляются в роли самих себя в начальной сцене фильма в командном матче. Мероприятие в фильме якобы проходит в «Мэдисон-сквер-гарден», но на самом деле съемки проходили на «Брендан Бирн Арена» в Нью-Джерси.

## Съёмки
Фильм был практически полностью снят в Великобритании: прошлое Коннора Маклауда снималось в Шотландии, а кадры современности — в Лондоне, но многие сцены были сняты в Нью-Йорке. Битва клана Маклаудов с Фрейзерами происходила на фоне шотландских горных ландшафтов, в частности, на фоне конического пика Buachaille Etive Beag. Родовой деревней клана Маклауд, из которой был изгнан Коннор, послужила деревня Дорни в районе нагорья Кинтейл, расположенная на маленьком острове фьорда Лох-Дуйх, украшением которого служит оригинальный замок Эйлин-Донан. Дуэль пьяного Маклауда на шпагах в XVIII веке снята в окрестностях знаменитого исторического здания Брокетт-Холл, расположенного на юго-востоке Англии в графстве Хартфордшир. Лукообразный мост, на котором Маклауд встречает Кастагира, расположен в Центральном парке Нью-Йорка. Антикварная лавка «Рассел Нэш Антиквариат», якобы на «Гудзон стрит» — это бутик на Грин стрит, Сохо, Лондон. Сцены тренировок Рамиреса и Коннора снимались без дублёров, мечи катана и клеймор были настоящими. В сценах сражений на мечах использовались их декоративные копии, воспроизведенные до мелких деталей. За оригинальный сценарий на тему о бессмертных воинах автору Грегори Вайдену было выплачено 200 тысяч долларов, Шону Коннери за одну неделю съёмок выплатили три с половиной миллиона, Курт Рассел и Микки Рурк, которых режиссёр видел в качестве кандидатов на главную роль, в свою очередь отказались от участия в съёмках из-за низкого бюджета.

## Саундтрек
Песни к фильму создала группа Queen. Инструментальные композиции написал Майкл Кеймен. Официальный альбом с саундтреком к фильму никогда не выпускался. Песни были изданы в альбоме Queen A Kind of Magic; две из них отличаются от киноверсий. В фильме первый куплет «Who Wants to Live Forever» вместо Брайана Мэя исполняет Фредди Меркьюри. Аранжировка «A Kind of Magic» из финальных титров «Горца» довольно сильно отличается от заглавной песни одноимённого альбома. Эта версия официально была издана впервые только в 2011 году в числе бонусов ремастер-альбома группы.
1. Prologue — Michael Kamen
2. Princes of the Universe — Queen
3. Highlander Theme — Michael Kamen
4. Under The Garden — The Prize — Michael Kamen
5. Scotland 1536 — The Clan McLeod — Michael Kamen
6. Scotland 1536 — The Clan McLeod (alternate) — Michael Kamen
7. Gimme the Prize — Kurgan’s Theme — Queen
8. One Year of Love — Queen
9. Connor & Heather — Ramirez Arrives — Michael Kamen
10. Connor & Heather — Ramirez Arrives (alternate) — Michael Kamen
11. Training Montage — Michael Kamen
12. Forge Fight — Kurgan Vs. Ramirez — Michael Kamen
13. Heather Dies — Who Wants to Live Forever — Queen
14. Heather Dies — Who Wants to Live Forever (alternate) — Queen
15. Hammer to Fall — Queen
16. Don’t Lose Your Head — Queen
17. Nash & Brenda — Love Scene — Michael Kamen
18. New York, New York — Queen
19. The Prize Revealed — Epilogue — Michael Kamen
20. A Kind of Magic — End Credits — Queen
21. Who Wants to Live Forever [Bonus Track — Demo] — Queen

## Юбилей
На фестивале «London Film and Comic Con 2011», который проходил с 8 по 10 июля 2011 года, по случаю 25-летия выхода фильма на экраны были приглашены Кристофер Ламберт и Бети Эдни.

## Продолжения
Было поставлено четыре продолжения фильма: «Горец-2», «Горец-3», «Горец-4» и «Горец-5». В 1992 году на телеэкраны вышел сериал «Горец».

## Перезагрузка
В марте 2008 года компания Summit Entertainment объявила, что ею приобретены права на франшизу «Горец» и начаты съёмки новой версии первого фильма. В качестве сценаристов были приглашены Артур Маркам и Мэтт Холлоуэй — авторы сценария фильма «Железный человек», однако позже Summit обратилась к Мелиссе Розенберг, запланировав выход фильма на 2011 год.
В сентябре 2009 года было объявлено, что в качестве режиссёра над фильмом будет работать Джастин Лин, получивший известность благодаря нескольким фильмам серии «Форсаж».
Однако в августе 2011 года стало известно, что Лин не сможет заниматься постановкой фильма, и его заменил испанец Хуан Карлос Фреснадильо.
В июне 2012 года было объявлено о том, что роль Коннора Маклауда сыграет Райан Рейнольдс.
Ввиду творческих разногласий в ноябре 2012 года Фреснадильо покинул проект, а в июне 2013 года ушёл и Рейнольдс.
В октябре 2013 года студия Summit Entertainment нашла нового кандидата на пост режиссёра-постановщика в лице Седрика Николаса-Тройана.